# سوچاتا چوانگسری
سوچاتا چوانگسری (متولد ۲۰ سپتامبر ۲۰۰۳) مدل و ملکه زیبایی اهل تایلند است که عنوان دوشیزه دنیا ۲۰۲۵ را از آن خود کرد. او اولین زن اهل تایلند است که برنده دوشیزه دنیا شده است.